# Nekropole von Fort Bevaux

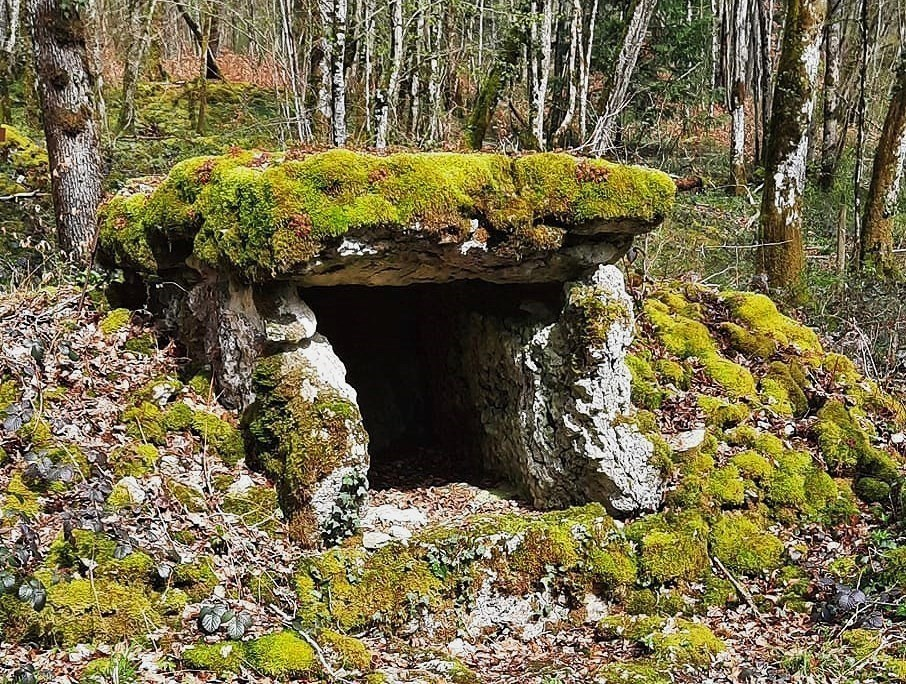
Dolmen der Nekropole von Fort Bevaux (2024)

Die neolithische Nekropole von Fort Bevaux (französisch Nécropole de Fort Bévaux) liegt am Rande eines Plateaus in einem Wald, westlich der Stadt Andelot-Blancheville im Département Haute-Marne in Frankreich. Sie wurde 1928 von George Loberot entdeckt und 1973 von Jean-Claude Etienne untersucht. Die etwa 1000 m lange und bis zu 250 m breite Nekropole ist wegen ihrer Größe attraktiv. Die erste belegte Nutzung des Ortes erfolgte etwa 3000 v. Chr.
Seit Beginn des 20. Jahrhunderts wurden zahlreiche Einhegungen, Trockenmauerwerkhütten, Wälle, mehr als 100 Tumuli und ein Dolmen entdeckt. Dolmen ist in Frankreich der Oberbegriff für neolithische Megalithanlagen aller Art (siehe: französische Nomenklatur).

## Der Dolmen la Pierre qui Tourne
Der nahezu quadratische Dolmen simple im Westen der Nekropole ist umgeben von einem 1,5 m hohen, ovalen Tumulus von etwa 12,0 m Länge und 9,0 m Breite. Die Kammer ist etwa 1,4 m lang und 1,0 m breit. Sie besteht aus zwei Paaren paralleler Tragsteine, auf denen eine quadratische Deckenplatte von etwa 2,0 Tonnen Gewicht ruht. Der Tragstein im Norden lässt eine Lücke frei, die als Zugang diente. Die Ausgrabung hat stark fragmentierte Knochenreste ergeben. Die Zähne ermöglichten es, die Anzahl der Bestattungen mit 22 Erwachsenen und mindestens neun Kindern unter zehn Jahren zu bestimmen. Die spärlichen Beigaben beschränken sich auf eine Pfeilspitze und einige Keramikscherben. Diese erlaubten, das Grab der Glockenbecherkultur zuzuordnen. Fragmente einer Vase aus Bronze entstammen einer späteren Wiederverwendung.

## Die Steinkisten
Die Ausgrabungen von 1973 bis 1974 haben zur Entdeckung steinerner Grabhügel mit Steinkisten (französisch Coffre mégalithique) beigetragen. Die Steinkisten liegen in niedrigen runden, ovalen oder länglichen Tumuli von etwa 6,5 m Durchmesser bzw. über 20,0 m Länge.
- Tumulus 1 befindet sich etwa 100 m nordwestlich des Dolmens. Die Steinkiste hat 2,4 m Länge, 1,6 m Breite und 1,0 m Höhe. Der Eingang war durch eine kleine Trockenmauer geschützt. Die Ausgrabung ergab Knochensplitter, Feuersteinwerkzeuge und uncharakteristische Keramikscherben.
- Tumulus 2 hat keine Einbauten.
- Tumulus 3 befindet sich etwa 10 m vom Dolmen entfernt. Er enthält eine Steinkiste von 2,4 × 1,0 m, die einige Knochenfragmente, einen Feuersteinschaber und einen kleinen Hämatitblock erbrachte.
- Tumulus 4 befindet sich etwa 20 m vom Dolmen entfernt. Er enthält eine Steinkiste in der Mitte und eine im östlichen Teil. Die mittlere ist rechteckig (1,3 × 1,0 m), auf drei Seiten von Platten und auf der Ostseite (Eingangsseite) von einer Steinmauer begrenzt. Die Grabbeigaben bestehen aus einigen Feuerstein- und Knochensplittern, von denen einige angebrannt sind. Die zweite Steinkiste war senkrecht zur ersten angeordnet. Ihre Architektur ist gleichartig; sie ist aber größer (2,0 auf 1,0 m). Die Ausgrabung ergab zwei archäologische Schichten, die mittels Kalkplättchen bedeckt waren.
- Tumulus 5 befindet sich etwa 30 m vom Dolmen entfernt. Er enthält eine Steinkiste von 1,6 × 1,0 m, die an allen vier Seiten von Platten umgeben ist. Die beiden archäologische Schichten sind mittels Kalkplättchen getrennt. Das Fundmaterial bestand aus Knochensplittern und einem Dutzend Keramikscherben.
- Tumulus 6, der einige Meter entfernt, liegt, hat eine von drei Platten begrenzte Kiste.

Keine der mitunter unvollständigen mit 3 bis 9 unterschiedlich großen Seitenplatten ausgestatteten Steinkiste hat eine erhaltene Deckenplatte. Bei einer Kiste liegen seitlich vor der Kammer zwei Findlinge.